# Radiodifusió de Kyoto
Radiodifusió de Kyoto (株式会社京都放送, Kabushiki-gaisha Kyōto Hōsō), també anomenada per les seues sigles KBS o pel nom en anglés Kyoto Broadcasting System és una emissora de televisió i de ràdio fundada el 1951 amb seu a Kyoto, a la prefectura del mateix nom, al Japó. L'empresa disposa de dues branques, una per a la cadena de televisió de la prefectura de Kyoto, KBS Kyoto i una altra per a la prefectura de Shiga, KBS Shiga.
Radiodifusió de Kyoto també disposa d'una emissora de ràdio amb marques diferenciades per a la prefectura de Kyoto i per a la de Shiga i és membre de la Xarxa de Ràdio Nacional. L'emissora de televisió forma part de l'Associació Japonesa d'Emissores Independents de Televisió. KBS inicià les seues emissions en Televisió Digital Terrestre l'1 d'abril de 2005.

## Història[1]
- 1951: El 24 de desembre s'inaugura l'emissora Ràdio Kyoto.
- 1964: El nom de l'empresa canvia a Radiodifusió de Kinki (近畿放送, Kinki Hōsō, KBS).
- 1968: KBS comença les seues emissions en proves de televisió des del mont Hiei.
- 1969: KBS comença les seues emissions regulars de televisió, formant part de les xarxes de TV Tokyo i TV Asahi, que posteriorment abandonaria.
- 1981: L'emissora comença a utilitzar el nom KBS Kyoto.
- 1995: L'empresa canvia el seu nom a "societat limitada de Radiodifusió de Kyoto", 京都放送, Kyōto Hōsō, KBS), tornant al nom en japonés.
- 2005: L'1 d'abril KBS comença les seues emissions en format digital.

## Televisió

### Freqüències
- Kyoto: Canal 23

### Programes
- Keiba chu-kei (競馬中継), curses de cavalls en directe.
- Kyoto shinbun news (京都新聞ニュース), notícies del períodic de Kyoto.
- Kyoto Live (京都ライブ), programa d'informació i tertúlies.
- Diferents dorames coreans.
- Diferents animes de la xarxa d'emissores independents (Anime UHF).
- Retransmissions anuals dels festivals locals com el Gion matsuri o el Jidai matsuri.

## Ràdio

### Freqüències

#### AM
- Kyoto: 1143 kHz, 50 kW, JOBR.
- Maizuru: 1215 kHz, 2 kW, JOBO.
- Fukuchiyama: 1485 kHz, 100 W, JOBE.

#### FM
- 94.9 MHz 3 kW

### Programes
- Shōfukutei Kōei no Hokka Hoka Radio.
- All Night Nippon.

## Inversors
A data de 2009, aquests inversors comptaven amb participacions a l'empresa:
- Kyocera: 14,29%
- Kansai Telecasting Corporation: 9,52%
- Períodic de Kyoto: 4,95%
- Omron: 4,95%
- Wacoal: 4,95%
- Nintendo: 4,95%
- Fuji Media Holdings: 4,76%
- Banc de Kyoto: 3,04%

## KBS Shiga

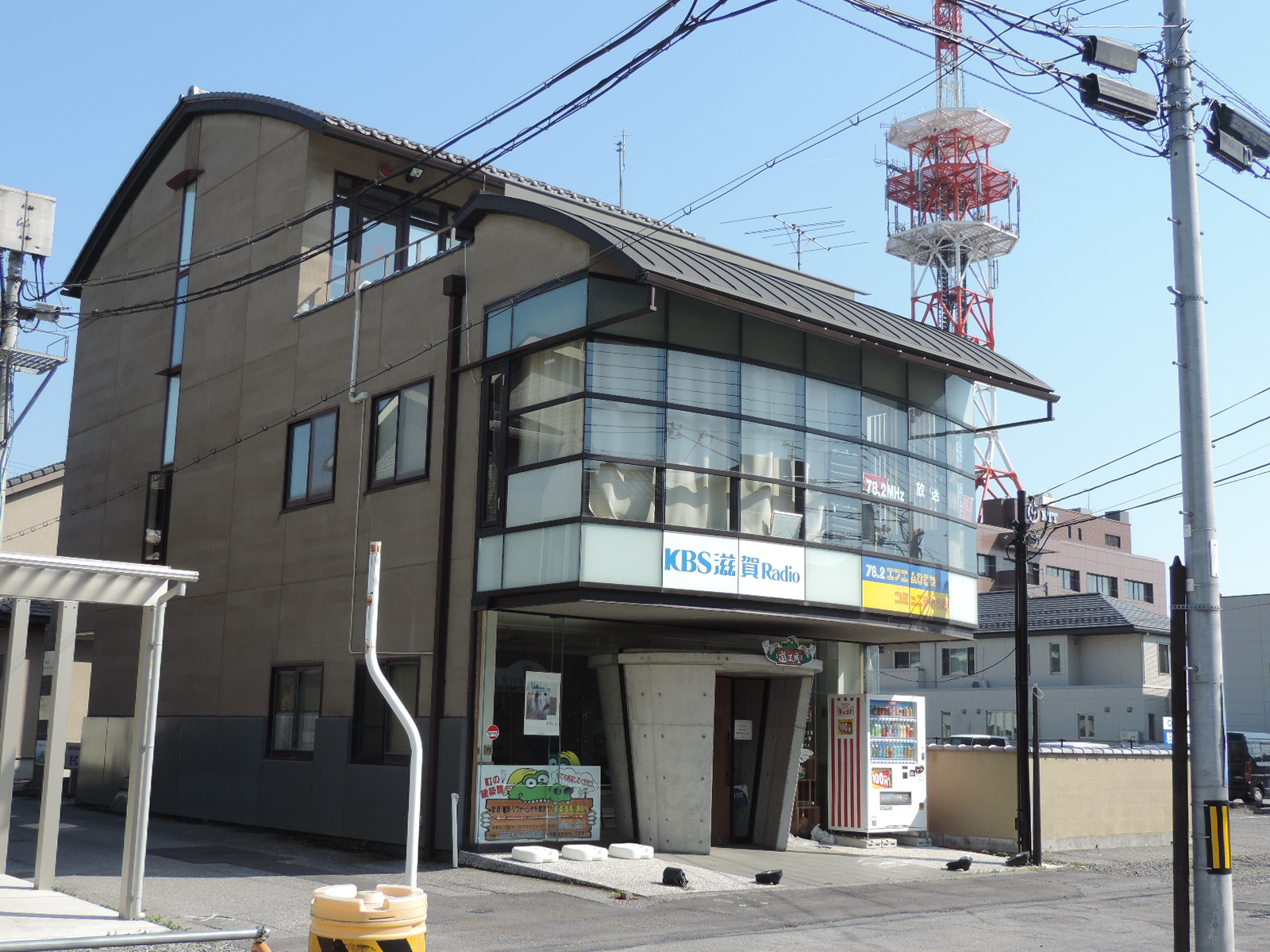
Seu de KBS Shiga a Hikone.

KBS Shiga (KBS滋賀) és la filial radiofònica de Radiodifusió de Kyoto a la prefectura de Shiga. Va ser fundada el 25 de maig de 1960 i té la seua seu a la ciutat de Hikone. Està afiliada a la Xarxa de Ràdio Nacional, on les majors emissores són Radiodifusió Cultural i Radiodifusió Nippon. KBS Shiga també emet programació diferenciada de la de la seua cadena germana de Kyoto a les franges locals.

### Freqüències
- Hikone: 1215 kHz, 1 kW, JOBW.